# Colección Boone-Canovas
La Colección Boone-Canovas contiene cerca de un millar de documentos, incluidos los fotográficos, hemerográficos, bibliográficos, mecanográficos y manuscritos relacionados con Xalapa y el Estado de Veracruz. 
Fue iniciada por William K. Boone a partir del año 1898. 
Está a disposición de investigadores bona fide, en Huixquilucan, Estado de México.

## Colaboraciones
Se han facilitado fotografías para su publicación, para su exposición, o con fines de investigación.
- Gobierno del Estado de Veracruz de Ignacio de la Llave / Secretaría de Turismo y Cultura / Instituto Veracruzano de Cultura, en coedición con Corporación Geo S.A.B. de C.V.

Para ilustrar La Casa Veracruzana (2006), tiraje de 2000 ejemplares.
13 postales de varios autores (ca. 1870-1905) y 8 fotografías de la autoría de WKB (ca. 1922-1931): pp. 59, 60, 61, 63, 73, 74, 75, 76, 80, 80, 81, 84-85, 86-87, 88, 89, 90, 91
El nacimiento y la evolución de la vivienda en las ciudades y poblados más importantes del Estado, entre los que destacan Xalapa, Veracruz, Córdoba y Orizaba, son plasmados en el libro La casa veracruzana, que muestra un recorrido gráfico a través de la geografía de la Entidad desde finales del siglo XVII hasta nuestros días.
A history of the architecture of residential homes in Veracruz, Mexico with an emphasis on the 19th and 20th centuries. Includes popular housing as well as urbanization that accompanied the population growth. Texts by Guillermo Boils, Nina Crangle and Alberto Robledo Landero.
- Archivo General del Estado de Veracruz (AGEV), Xalapa, Ver.

En sinnúmero de ocasiones, desde 1999 continuando a la fecha (marzo de 2011).
- DIF Estatal de Veracruz, a través de su Galería de Arte El Ágora de la Ciudad, Xalapa, Ver.

En sinnúmero de ocasiones, entre 2003 y 2009, con fines de investigación, exposición temporal, y en ocasiones, para su publicación en su revista mensual La Agorera.
- Museo Comunitario de Teocelo, Ver., inaugurado en 1998 en su restaurada Antigua Estación del Ferrocarril.

Con fines exclusivamente de su exposición en el propio museo, se facilitaron reproducciones de fotografías inéditas del Ferrocarril Jalapa a Teocelo, que fuera propiedad de la Jalapa Railroad & Power Co. (JRR&PC), así como de las ceremonias de inauguración presididas por el entonces Presidente de la República, Gral. Porfirio Díaz, y el gobernador del Estado de Veracruz, Don Teodoro A. Dehesa, el día 1° de mayo de 1898.
- Investigadores de torres de transmisión de Telegrafía Óptica entre el puerto de Veracruz y Xalapa, en años previos a la Independencia de México.[4]

Emilio Borque Soria, Reus, Tarragona, España
José Emilio Vázquez, El Telefre, Municipio Emiliano Zapata, Ver.
- Amador County Archives (Jackson, California, U.S.A.), le fueron donadas fotografías de principios del siglo XX, de la Colección de WKB., tomadas en las minas de Lundy Lake y Frenchtown Camp, California, E. U. A.

- Allen County Historical Society Museum (Lima, Ohio, U.S.A.) le fue donada una fotografía inédita de la "Marmon Home, Market Street", ca. 1890, así como copias de diversas fotografías y recortes antiguos de periódico de principios del siglo XX, acerca de sus familias pioneras.

- Parque Ecológico Macuiltépetl, para publicar el póster de la carrera "William K.Boone" (2009).[6]